# Pia Čuk
Pia Čuk (* 24. Juli 1996) ist eine ehemalige slowenische Tennisspielerin.

## Karriere
Čuk begann mit sieben Jahren das Tennisspielen und bevorzugt Sandplätze. Sie gewann während ihrer Karriere vier Titel im Einzel und zwei Doppeltitel auf der ITF Women’s World Tennis Tour.

## Turniersiege

### Einzel
| Nr. | Datum             | Turnier    | Kategorie   | Belag | Finalgegnerin    | Ergebnis    |
| --- | ----------------- | ---------- | ----------- | ----- | ---------------- | ----------- |
| 1.  | 9. August 2015    | Tarvisio   | ITF $10.000 | Sand  | Georgia Brescia  | 6:4, 6:3    |
| 2.  | 15. November 2015 | Casablanca | ITF $10.000 | Sand  | Stefania Rubini  | 6:4 Aufgabe |
| 3.  | 6. Mai 2018       | Hammamet   | ITF $15.000 | Sand  | Mana Ayukawa     | 6:3, 7:5    |
| 4.  | 3. Juni 2018      | Hammamet   | ITF $15.000 | Sand  | Eleni Kordolaimi | 7:5, 6:3    |

### Doppel
| Nr. | Datum          | Turnier  | Kategorie   | Belag | Partnerin       | Finalgegnerinnen               | Ergebnis |
| --- | -------------- | -------- | ----------- | ----- | --------------- | ------------------------------ | -------- |
| 1.  | 24. April 2015 | Bol      | ITF $10.000 | Sand  | Tamara Zidanšek | Natalija Šipek Eva Zagorac     | 6:1, 6:1 |
| 2.  | 7. August 2015 | Tarvisio | ITF $10.000 | Sand  | Tamara Zidanšek | Biorgia Marchetti Maria Masini | 6:1, 6:4 |